# Orthetrum japonicum
Orthetrum japonicum – gatunek ważki z rodziny ważkowatych (Libellulidae).